# Maëlle Filopon
Pour les articles homonymes, voir Filopon.
Pas d'image ? Cliquez ici

a Compétitions nationales et continentales officielles uniquement.

b Matchs officiels uniquement.
Maëlle Filopon, née le 26 mai 1997, est une joueuse internationale française de rugby à XV. Elle évolue au poste de centre au Stade toulousain.

## Biographie

### Jeunesse et formation
Originaire de Miribel-Lanchâtre en Isère où elle est élevée dans une famille d'accueil adepte du rugby à XV,,, Maëlle Filopon commence la pratique de ce sport à l'âge de 12 ans, en dépit d'une maladie héréditaire qui affecte son audition dans les sonorités aiguës. Elle joue alors au club du RC Vif Monestier Trieves. En 2012, elle intègre le FC Grenoble pendant qu'elle prépare un DUT Techniques de commercialisation ; elle quitte ce club en 2018 pour le Stade toulousain, où elle poursuit simultanément ses études. 

### Internationale de rugby à XV
Maëlle est sélectionnée pour la première fois en équipe de France en 2016.
En novembre 2018, elle marque un essai contre les Black Ferns lors de la victoire de l'équipe de France à Grenoble, mais se blesse au genou sur l'action. Même scénario l'année suivante avec une victoire, un essai marqué et une blessure sérieuse au genou contre les Black Ferns aux Women's Rugby Super Series de San Diego.
Elle est sous contrat avec la Fédération française de rugby pour la saison 2019-2020.
En 2022, elle est sélectionnée par Thomas Darracq pour disputer la Coupe du monde en Nouvelle-Zélande.
Elle est sélectionnée pour le Tournoi des Six Nations 2023, dont elle dispute trois rencontres.

## Palmarès
- Finaliste du Championnat de France en 2019.
- Vainqueur du Championnat de France en 2022.